# Orgel der Hauptkirche Sankt Jacobi (Hamburg)
Die Orgel der Hauptkirche Sankt Jacobi in Hamburg wurde in der Zeit von 1689 bis 1693 von Arp Schnitger gebaut. Die Orgel verfügt über vier Manuale, Pedal und 60 Register, darunter 15 Zungenstimmen, mit insgesamt knapp 4000 klingenden Pfeifen. Insgesamt wurden an der Orgel zwischen ihrer Erbauung und der teilweisen Zerstörung im Zweiten Weltkrieg nur wenige Veränderungen vorgenommen. Der alte Pfeifenbestand blieb bis auf die Prospektpfeifen fast vollständig erhalten. Sie ist das größte Orgelwerk aus der Zeit vor 1700 und zählt zu den bedeutendsten erhaltenen Barockorgeln.

## Baugeschichte

### Vorgängerinstrumente
Wann die erste Orgel in St. Jacobi gebaut wurde, ist nicht dokumentiert. Um 1300 ist allerdings ein „Meister Rudolf“ als Organist bezeugt. Von 1512 bis 1516 wurde eine zweimanualige Orgel von Jacob Iversand und Harmen Stüven gebaut. Vor 1543 wurde ein Rückpositiv hinzugefügt. Weitere Umbauten und Erweiterungen erfolgten im 16. und 17. Jahrhundert durch Orgelbaumeister wie Jacob Scherer (ab 1551), Scherers Schwiegersohn Dirk Hoyer (1577–1578), der ein neues Rückpositiv und zwei neue Pedaltürme baute, Hans Bockelmann (1588–1589) und Hans Scherer der Ältere (1588–1592), die ein neues Oberwerk ergänzten. Scherers Söhne Hans Scherer der Jüngere und Fritz Scherer überholten 1606/07 das Instrument. Am Ende des 16. Jahrhunderts stand Hieronymus Praetorius mit diesem Instrument eine der größten Orgeln der damaligen Zeit zur Verfügung. In seinem Syntagma musicum überliefert Michael Praetorius die damalige Disposition mit 53 Registern auf drei Manualen:
| I Rückpositiv CDEFGA–c3 |    |
| Principal               | 8′ |
| Octava                  | 4′ |
| Scharp                  |    |
| Mixtur                  |    |
| Gedact                  | 8′ |
| Quintadeen              | 8′ |
| Holflœit                | 4′ |
| Blockflœit              | 4′ |
| Gemßhorn                | 2′ |
| Ziflœit                 |    |
| Klingende Zimbel        |    |
| Schalmeyen              | 4′ |
| Baarpfeiffe             | 8′ |
| Regal                   | 8′ |
| Krumbhorn               | 8′ |

| II Im Ober Werck FGA–g2a2 |     |
| Principal                 | 12′ |
| Octava                    | 06′ |
| Quintadeen                | 12′ |
| Holpipe                   | 06′ |
| Holflœit                  | 03′ |
| Querpipe                  | 06′ |
| Rußpipe                   |     |
| Scharp                    |     |
| Mixtur                    |     |

| III Oben in der Brust  |    |
| Principal              | 8′ |
| Holpipe                | 8′ |
| Flœite                 | 4′ |
| Offen Querflœite       | 4′ |
| Nasatt vff die Quinte0 | 3′ |
| Gemßhorn               | 2′ |
| Kleinflœit             | 2′ |
| Klingende Zimbel III   |    |
| Trompette              | 8′ |
| Regal                  | 8′ |
| Zincke                 | 8′ |

| III Unten in der Brust FGA–g2a2 |    |
| Krumbhorn                       | 8′ |
| Quintflœit                      | 3′ |
| Waltflœit                       | 2′ |
| Spitzflœit D                    | 4′ |

| Pedal CDEFGA–c1d1 |     |
| Principal         | 24′ |
| Mixtur            | 12′ |
| Principal C       | 16′ |
| GroßBaß           | 16′ |
| Octava            | 04′ |
| GemßhornBaß0      |     |
| Spitzquinte       |     |
| Zimbel            |     |
| Mixtur            |     |
| Spillpipe         | 04′ |
| Krumbhorn         | 16′ |
| Bassaune          | 16′ |
| Trommete          | 08′ |
| Cornett           | 02′ |

Anmerkungen A
1. ↑  Praetorius gibt die tatsächliche Pfeifenlänge ab F an. Nach heutiger Bezeichnung entspricht 12′ einem 16′, 6′ einem 8′ und 3′ einem 4′.
2. ↑  „12. Schue lang / und ist offen“.
3. ↑  Vom Ober- oder vom Mittelklavier aus gespielt.
4. ↑  „Angehende im C“.
5. ↑  „8. füsse lang“.
6. ↑  „Vom f biß ins a2 wie gebräuchlich“.
7. ↑  „Aus dem F“.
8. ↑  „Wobey 1. Baß von 12.fuß“.

Schematischer Werkaufbau („Hamburger Prospekt“) (Pd=Pedal, OP=Oberpositiv, We=Werck, BP=Brustpositiv, RP=Rückpositiv)

1635–1636 erweiterte Gottfried Fritzsche durch einen großen Umbau den kleineren Klaviaturumfang des Renaissanceinstruments auf vier Oktaven und vier Klaviaturen. Er richtete dabei in der Klaviatur des Rückpositivs sieben geteilte Obertasten (Subsemitonien) für die zusätzlichen Töne dis, as und ais ein (von dis° bis dis2). Der damalige Jacobi-Organist Ulrich Cernitz (1598–1654), ein Schüler des berühmten „Hamburger Organistenmachers“ Jan Pieterszoon Sweelinck, berichtete ausführlich über diese Maßnahmen, an deren Ende das Instrument über 56 Register verfügte.
Fritzsches Sohn Hans Christoph Fritzsche renovierte die Orgel 1655–1658 in größerem Umfang für 1656 Mark lüb. Ob diese Arbeiten 1655 schon in Hinsicht und vielleicht sogar in Absprache mit dem neuen Organisten Matthias Weckmann durchgeführt wurden, ist nicht bekannt. Er muss aber bei diesen Arbeiten ab Amtsantritt Ende 1655 mit H. Chr. Fritzsche eng zusammengearbeitet haben. Weckmann hatte die Stelle bis zu seinem Tod Anfang 1674 inne.

### Neubau durch Schnitger 1693

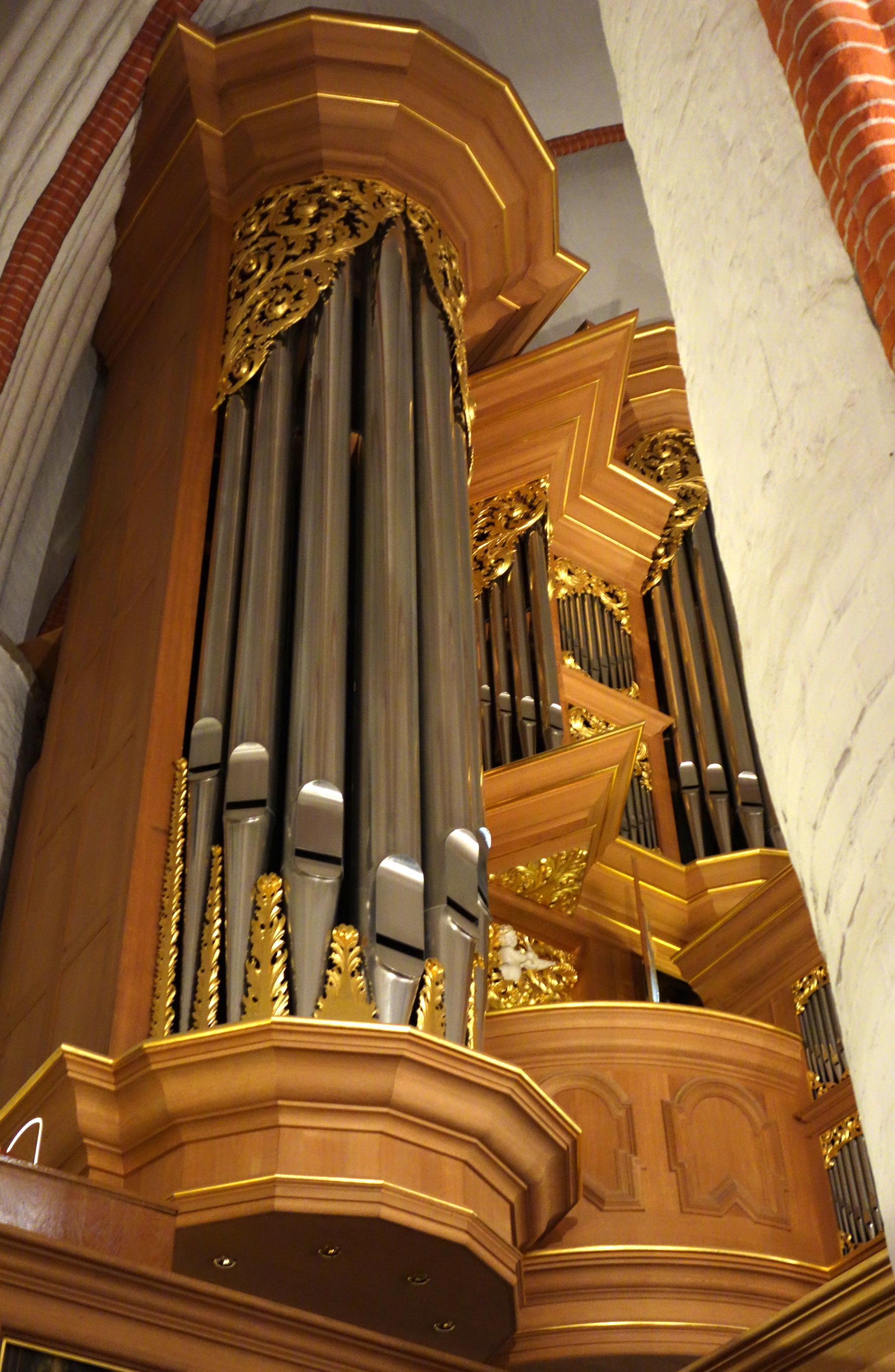
Polygonaler Pedalturm

Aus diesem Vorgängerinstrument übernahm der Orgelbaumeister Arp Schnitger 27 Register, von denen das älteste noch aus der ursprünglichen Orgel (1516) stammt; die übrigen Register baute er selbst. Schnitger erweiterte das viermanualige Instrument auf 60 Register. Gegen den Rat von Johann Adam Reincken, Organist an St. Katharinen, erhielt das Pedal einen Principal 32′ und eine Posaune 32′, die als besonders prestigeträchtig galten. Die Kosten für den Orgelbau beliefen sich auf 29.108 Mark.
Die Werke haben die Bezeichnungen: Werck (Hauptwerk), Rückpositiv, Oberpositiv, Brustpositiv und Pedal. Der Prospekt der Schnitger-Orgel in St. Jacobi ist das größte existierende Beispiel des „Hamburger Prospekts“ mit dem mehrteiligen Werkaufbau, der von der Orgelbauerfamilie Scherer in Hamburg um 1600 entwickelt wurde. Charakteristisch dafür ist die symmetrische Anlage mit den großen seitlichen Pedaltürmen und der Höhenstaffelung der Manualwerke, wobei das Oberpositiv nicht im Prospekt in Erscheinung tritt. Es befindet sich in erhöhter Position hinter dem Werck, das keine Rückwand besitzt. Die direkte Klangwirkung geschieht durch die weit heruntergezogenen Gewölbe, die eine sehr gute Klangabstrahlung in den Raum bewirken. Die Figuren des Prospekts wurden von Christian Precht geschnitzt; sie gehören zu seinen spätesten bekannten Werken.
Im Jahre 1720 bewarb sich Johann Sebastian Bach um die Organistenstelle an St. Jacobi. Jedoch erhielt statt seiner Johann Joachim Heitmann die Stelle, weil dieser im Gegensatz zu seinem berühmt gewordenen Mitbewerber in der Lage war, eine hohe Summe Geldes (4000 Mark) an die Kirchenkasse zu entrichten und darüber hinaus die Tochter des Hauptpastors zu ehelichen.
Johann Mattheson überliefert die Strafpredigt von Erdmann Neumeister, dem damaligen Hauptpastor von St. Jacobi: „Er glaube ganz gewiß, wenn auch einer von den bethlehemitischen Engeln vom Himmel käme, der göttlich spielte und wollte Organist zu St. Jacobi werden, hätte aber kein Geld, so möchte er nur wieder davon fliegen“.
Tatsächlich ist belegt, dass Bach an der großen Orgel in der benachbarten Katharinenkirche spielte. Der Zustand der Jacobi-Orgel war vorübergehend nicht sehr gut und Bach reiste vor dem offiziellen Probespiel ab.
Otto Diedrich Richborn überliefert 1721 Schnitgers Disposition:

| I Rückpositiv CDE–c3 |       |
| Principal            | 08′   |
| Gedackt              | 08′   |
| Quintadehna          | 08′   |
| Octava               | 04′   |
| Blockflöht           | 04′   |
| Nahsat               | 03′   |
| Octava               | 02′   |
| Siffloit             | 1 ⁄2′ |
| Sexquialtera II      |       |
| Scharff VI–VIII      |       |
| Dulcian              | 16′   |
| Bahrpfeiffe          | 08′   |

| II Werck CDEFGA–c3 |     |
| Principal          | 16′ |
| Quintadehn         | 16′ |
| Octava             | 08′ |
| Spitzflöht         | 08′ |
| Gedackt            | 08′ |
| Octava             | 04′ |
| Rohrflöht          | 04′ |
| Flachflöht         | 02′ |
| Super Octav        | 02′ |
| Rauschpfeiff III   |     |
| Mixtur VII–IX      |     |
| Trommet            | 16′ |

| III Oberpositiv CDEFGA–c3 |    |
| Principal                 | 8′ |
| Rohrflöht                 | 8′ |
| Hollflöht                 | 8′ |
| Spitzflöht                | 4′ |
| Octava                    | 4′ |
| Nasat                     | 3′ |
| Octava                    | 2′ |
| Gemshorn                  | 2′ |
| Scharff IV–VI             |    |
| Cimbel III                |    |
| Trommet                   | 8′ |
| Vox humana                | 8′ |
| Trommet                   | 4′ |

| IV Brustpositiv CDEFGA–c3 |    |
| Principal                 | 8′ |
| Octav                     | 4′ |
| Holtzflöth                | 4′ |
| Waldtflöht                | 2′ |
| Sexquialtera II           |    |
| Scharff IV–VI             |    |
| Dulcian                   | 8′ |
| Trechter Regal            | 8′ |

| Pedal CD–d1      |     |
| Principal        | 32′ |
| Octava           | 16′ |
| Subbass          | 16′ |
| Octava           | 08′ |
| Octava           | 04′ |
| Nachthorn        | 02′ |
| Rauschpfeiff III |     |
| Mixtur VI–VIII   |     |
| Posaune          | 32′ |
| Posaune          | 16′ |
| Dulciane         | 16′ |
| Trommet          | 08′ |
| Trommet          | 04′ |
| Cornet           | 02′ |

- 2 Tremulanten
- Zimbelstern, Trommel
- 5 Sperrventile, 1 Hauptventil

### Spätere Arbeiten
1722 wurde die Orgel von Otto Diedrich Richborn überholt, der eine kleine Veränderung der Disposition vornahm. Der Hamburger Orgelbauer Johann Jacob Lehnert änderte 1761 die Disposition geringfügig. 1774–1775 erneuerte Johann Paul Geycke den Spieltisch. Weitere Umdisponierungen wurden 1790 durch Johann Daniel Kahl, 1836 und 1846 durch Johann Gottlieb Wolfsteller durchgeführt. 1866 wurden neue Kanäle und Ausgleichsbälge gebaut. Eine weitere Dispositionsänderung und der Einbau einer zusätzlichen pneumatischen Lade mit fünf Registern wurde 1890 durch Marcussen vorgenommen.

### Restaurierungen
Ein schwerwiegender Eingriff in die klangliche Substanz des Instruments erfolgte 1917, als die Prospektpfeifen im Ersten Weltkrieg für Kriegszwecke an die Heeresverwaltung abgegeben werden mussten. Hans Henny Jahnn entdeckte 1919 bei einem Spaziergang zusammen mit seinem Freund Gottlieb Friedrich Harms die „trostlos abgetakelte“ Orgel. Als Harms auf ihr spielte, entdeckte Jahnn den Wert dieses Instruments. Nachdem die beiden erfuhren, dass es abgerissen und durch einen Neubau ersetzt werden sollte, schrieben sie sofort einen Brief an den Kirchenrat und informierten den Hamburger Senat. Jahnn setzte sich für die Instandsetzung und den Ersatz der fehlenden Prospektpfeifen ein und erhielt schließlich die Bewilligung zur Restaurierung. Mit der Durchführung der 1922 beginnenden Benefizkonzerte (Ugrino-Konzerte), für welche die Kirche kostenlos zur Verfügung stand, konnten wesentliche Finanzmittel dafür aufgebracht werden. Jahnn gewann den damaligen Thomasorganisten Günther Ramin, der zum ersten Mal wieder Kompositionen von Hamburger Organisten des 17. Jahrhunderts neben Werken von Buxtehude und Bach zu Gehör brachte, für die Konzerte. Bei der von Jahnn initiierten Orgeltagung in Hamburg und Lübeck im Juli 1925 rückte die Schnitger-Orgel in St. Jacobi in den Mittelpunkt des Interesses der damaligen Orgelszene in Nordeuropa. Sie wurde als vorbildliches Instrument für die barocke und vorbarocke Orgelmusik wahrgenommen.
Die Auslagerung der Windladen, des Pfeifenwerks und der Schnitzereien im Jahr 1942 rettete die klangbestimmenden Teile der Orgel vor der Vernichtung im Zweiten Weltkrieg, als die Kirche vollständig ausbrannte und das Gehäuse Schnitgers, die Balganlage und der Spieltisch von 1774 verloren gingen. Nach der Wiederherstellung des nur wenig zerstörten Südschiffs erfolgte hier 1950 eine provisorische Aufstellung durch die Lübecker Orgelwerkstatt Kemper, die bereits unter Leitung und Mitwirkung von Hans Henny Jahnn die Restaurierungsarbeiten der vorigen Jahrzehnte ausgeführt hatte.
Eine weitere Etappe auf dem Wege der endgültigen Wiederherstellung war die Aufstellung an alter Stelle im Westen des Hauptschiffs, die 1961 beendet war. Dabei wurde ein neues Gehäuse im alten Werkaufbau, ein neuer Spieltisch mit geschnitzten Köpfen an den Registerzügen (1950), eine Erweiterung der Klaviaturumfänge mit den erforderlichen Angleichungen im technischen Bereich und eine äußerst schwergängige Traktur von Kemper angelegt.

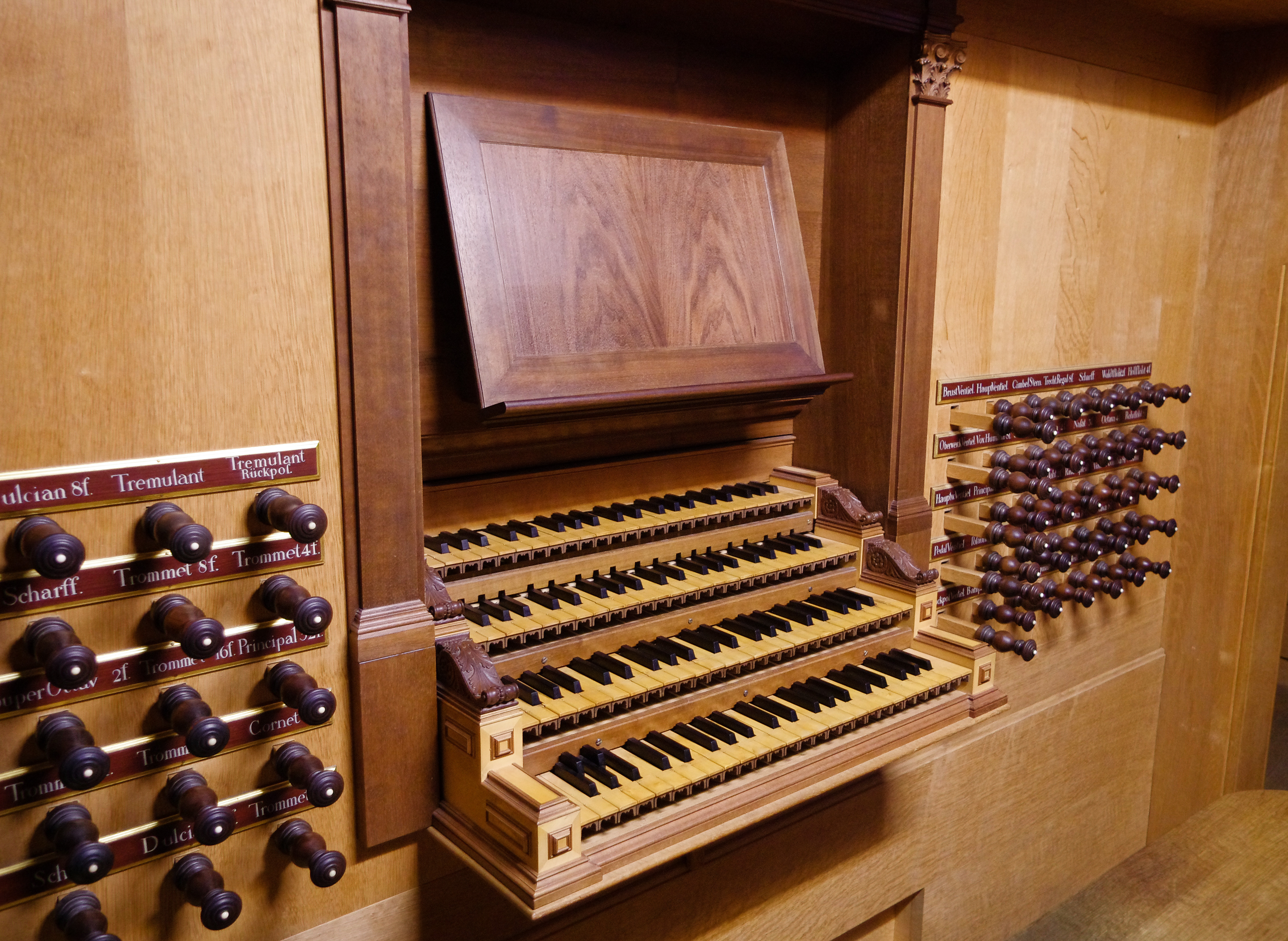
Rekonstruierter Spieltisch

Das Resultat dieser Bemühung um die Annäherung an den alten Zustand war klanglich uneinheitlich und technisch unbefriedigend. Die Verwendung von verschiedenen Winddrücken in den Manualwerken und im Pedal entsprach nicht der historischen Praxis. Das Pfeifenwerk war unterschiedlich im Laufe des 19. und 20. Jahrhunderts gekürzt worden im Zuge einer Angleichung an die moderne Tonhöhe und der Versetzung vieler Pfeifen auf den Windladen. Der Klang des Prinzipalchors war zu flötig und der Flöten zu gleichartig. Die Zungenstimmen hatten keine Egalität. Weiterhin stimmten die Proportionen der Gehäuse nicht mehr, da auf die Erweiterungen des Tonumfangs im Bassbereich mit vielen zusätzlichen großen Pfeifen Rücksicht genommen werden musste. Andererseits war die klangliche Substanz noch erkennbar und übte weiterhin eine Faszination auf die Zuhörer aus.
Der Impuls zu einer grundlegenden Restaurierung und einer Beseitigung der technischen und klanglichen Mängel kam von Rudolf Kelber, der 1982 die Kirchenmusikerstelle an St. Jacobi antrat. Die Diskussion mündete in den Konsens, dass das Konzept einer Wiederherstellung des alten Zustandes der Jacobi-Orgel mit allen erhaltenen Bestandteilen bis zum späten 18. Jahrhundert angestrebt wurde. Dazu gehörten die Register von Johann Jacob Lehnert aus dem Jahre 1761 (die Viola di Gamba 8′ im Werck und die Trommet 8′ im Rückpositiv). Eine Rekonstruktion des Spieltisches von 1774 wurde nicht angestrebt, da hier im Hinblick auf eine später nicht ausgeführte Erweiterung die ausgebaute tiefe Oktave vorhanden war. Es machte mehr Sinn, auf das Konzept von Schnitger mit der kurzen Oktave in den Manualklaviaturen nach dem Modell des erhaltenen Schnitger-Spieltisches aus der Lübecker Domorgel zurückzugehen. Wesentlich war die Rückgewinnung der ursprünglichen Gehäuseproportionen mit den originalen Windladenmaßen Schnitgers. Ein Kompromiss war die Hinzufügung des Tones Dis (oder Es) in der Bassoktave des Pedals auf einer Zusatzlade, die außerhalb der Gehäuse aufgestellt wurde. Die Windanlage wurde mit sechs Keilbälgen im oberen Bereich des hinter der Orgel liegenden Turmraums aufgestellt.

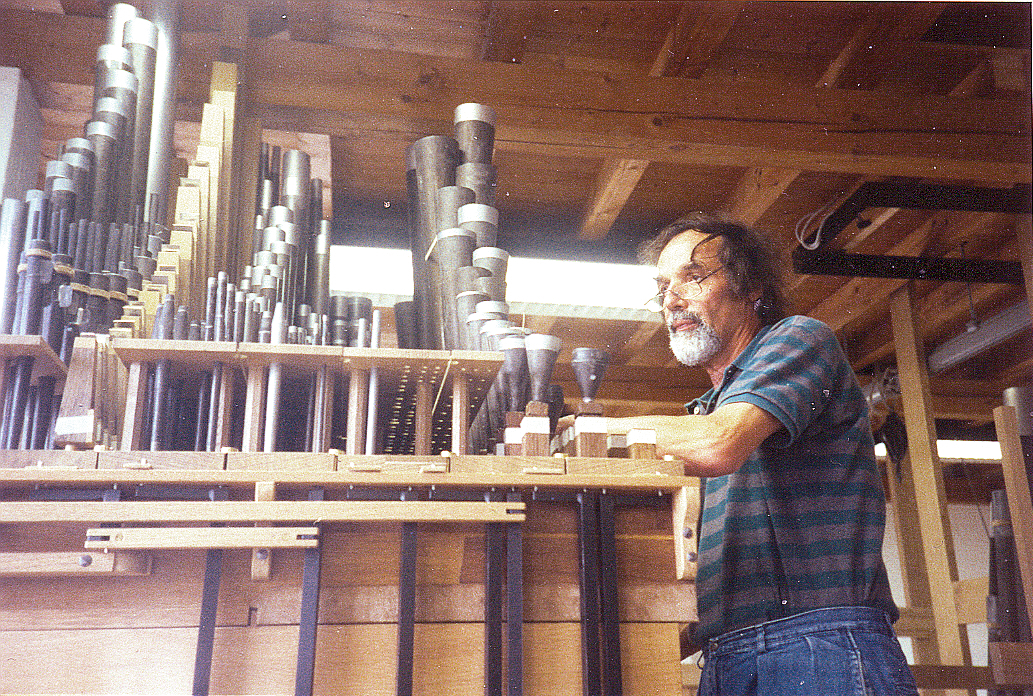
Jürgen Ahrend in seiner Werkstatt bei der Vorintonation des Oberwerks

Für diese Arbeit konnte Jürgen Ahrend gewonnen werden, der als der herausragende Kenner der Schnitger-Orgeln gilt und in seiner Werkstatt alle Ressourcen zu diesem Projekt vorweisen konnte. Dazu gehörte auch ein jahrzehntelang abgelagerter Holzvorrat. Dreihundert Jahre nach der Vollendung des Orgelbaus durch Arp Schnitger konnte 1993 das restaurierte und rekonstruierte Werk in Gebrauch genommen werden. Cornelius H. Edskes, der führende niederländische Organologe und Schnitgerkenner, führte eine akribische Dokumentation durch, um die Restaurierung auf eine möglichst sichere Grundlage zu stellen. Das Ergebnis war eine Sammlung von mehr als 60.000 Einzeldaten.
Die Diskussion um die Stimmung der Orgel führte zur Entscheidung für eine modifizierte mitteltönige Stimmung. Sie ist Kompromiss zwischen dem Befund einer annähernd terzenreinen mitteltönigen Stimmung und den Anforderungen zum Spiel vieler Meisterwerke der Orgelliteratur aus dem 17. und 18. Jahrhundert in Tonarten mit mehreren Vorzeichen. Der Befund einer mitteltönigen Stimmung war an den Pfeifenlängen der Innenpfeifen vom Principal 32′ im Pedal abzulesen.
Die Schnitger-Orgel in der Hamburger Hauptkirche St. Jacobi gehört zu den einflussreichsten Modellen für den Orgelbau in den letzten 100 Jahren.

## Disposition seit 1993
Die heutige Disposition geht auf die Restaurierung von 1993 zurück, die den Zustand von 1762 wiederherstellte.
| I Rückpositiv CDE–c3 |       |       |
| Principal            | 08′   | A     |
| Gedackt              | 08′   | Sch/F |
| Quintadehna          | 08′   | Sch/F |
| Octava               | 04′   | F/A   |
| Blockflöht           | 04′   | Sch/F |
| Querpfeiff           | 02′   | F/A   |
| Octava               | 02′   | F/A   |
| Siffloit             | 1 ⁄2′ | F     |
| Sexquialtera II0     |       | F/A   |
| Scharff VI–VIII      |       | F/A   |
| Dulcian              | 16′0  | S     |
| Bahrpfeiffe          | 08′   | S/A   |
| Trommet              | 08′   | L/A   |
| Cimbelsterne         |       |       |

| II Werck CDEFGA–c3 |      |               |
| Principal          | 16′0 | A             |
| Quintadehn         | 16′  | F/S           |
| Octava             | 08′  | vor Sch/Sch/S |
| Spitzflöht         | 08′  | S             |
| Viola di Gamba0    | 08′  | L             |
| Octava             | 04′  | Sch/S         |
| Rohrflöht          | 04′  | Sch/S         |
| Flachflöht         | 02′  | A             |
| Rauschpfeiff II    |      | Sch/S         |
| Super Octav        | 02′  | S             |
| Mixtur VI–VIII     |      | F/S           |
| Trommet            | 16′  | F/S           |

| III Oberpositiv CDEFGA–c3 |     |       |
| Principal                 | 8′0 | S/A   |
| Rohrflöht                 | 8′  | S     |
| Holtzflöht                | 8′  | S     |
| Spitzflöht                | 4′  | S     |
| Octava                    | 4′  | Sch   |
| Nasat                     | 3′  | S     |
| Octava                    | 2′  | S     |
| Gemshorn                  | 2′  | Sch/F |
| Scharff IV–VI             |     | F/A   |
| Cimbel III                |     | S/A   |
| Trommet                   | 8′  | S     |
| Vox humana                | 8′  | S     |
| Trommet                   | 4′  | S/A   |

| IV Brustpositiv CDEFGA–c3 |     |       |
| Principal                 | 8′0 | F/?   |
| Octav                     | 4′  | S/A   |
| Hollflöth                 | 4′  | S     |
| Waldtflöht                | 2′  | S     |
| Sexquialtera II           |     | F/Sch |
| Scharff IV–VI             |     | S     |
| Dulcian                   | 8′  | S     |
| Trechter Regal            | 8′  | S     |

| Pedal CD–d1      |      |     |
| Principal        | 32′0 | A/S |
| Octava           | 16′  | S   |
| Subbaß           | 16′  | S   |
| Octava           | 08′  | S   |
| Octava           | 04′  | F/? |
| Nachthorn        | 02′  | S   |
| Rauschpfeiff III |      | F/S |
| Mixtur VI–VIII   |      | F/S |
| Posaune          | 32′  | S   |
| Posaune          | 16′  | S   |
| Dulcian          | 16′  | S   |
| Trommet          | 08′  | S   |
| Trommet          | 04′  | S   |
| Cornet           | 02′  | S   |

- Koppeln: Schiebekoppeln III/II, IV/II (A)
- Zwei Tremulanten (A)
- Zimbelstern (A), Trommel (A)

Anmerkungen
Sch = Scherer (16./17. Jh.)
F = Gottfried Fritzsche (1636)
S = Arp Schnitger (1693)
L = Johann Jacob Lehnert (1761)
A = Jürgen Ahrend (1993)

## Technische Daten
- 60 Register, vier Manuale und Pedal
- Ca. 4000 Pfeifen
- Traktur (Ahrend):
  - Tontraktur: Mechanisch
  - Registertraktur: Mechanisch
- Windversorgung:
  - Zwölf Windladen (Schnitger), ausgeführt als Schleifladen
  - Ein Hauptventil und fünf Sperrventile für die Einzelwerke (Ahrend)
  - Sechs Keilbälge (Ahrend)
  - Winddruck: 80 mmWS
- Stimmung:
  - Höhe a1= 495,45 Hz bei 18 °C
  - Modifiziert mitteltönige Stimmung (1⁄5-syntonisches Komma)